# Hill River (vattendrag i Australien, Western Australia)
Hill River är ett vattendrag i Australien. Det ligger i delstaten Western Australia, omkring 190 kilometer nordväst om delstatshuvudstaden Perth.
Trakten runt Hill River är nära nog obefolkad, med mindre än två invånare per kvadratkilometer. Genomsnittlig årsnederbörd är 568 millimeter. Den regnigaste månaden är juli, med i genomsnitt 109 mm nederbörd, och den torraste är december, med 10 mm nederbörd.